# Kniphofia albescens
Kniphofia albescens är en grästrädsväxtart som beskrevs av Leslie Edward Wastell Codd. Kniphofia albescens ingår i Fackelliljesläktet som ingår i familjen grästrädsväxter. Inga underarter finns listade i Catalogue of Life.